# Spellbound (альбом Джуди Коллинз)
Spellbound — двадцать девятый студийный альбом американской певицы Джуди Коллинз, выпущенный 25 февраля 2022 года на лейбле Cleopatra Records.

## Об альбоме
Данный альбом исполнительница назвала «ренессансом своей карьеры после чумы». На пластинке представлено 12 абсолютно новых песен, написанных лично Джуди Коллинз. В пресс-релизе она была обозначена как «кураторская выставка её замечательной жизни». Это интроспективный и импрессионистический альбом.
Певица начала работу над Spellbound в 2019 году, хотя большая часть «приготовлений» началась тремя годами ранее. В течение 2016 года Коллинз поставила перед собой задачу писать стихотворение каждый день в течение 90 дней, которые по предложению её мужа Луиса Нельсона стали полным годом.
Коллинз стала сопродюсером альбома с музыкантом Аланом Сильверманом. Spellbound был записан во время четырех сессий. В качестве музыкантов на альбоме можно услышать Ари Хеста, чей совместный альбом с Коллинз Silver Skies Blue был номинирован на премию «Грэмми» в 2016 году, мультиинструменталиста Тэда Деброка, басиста Зева Каца и барабанщика Дуга Йоуэлла.
Spellbound получил номинацию на 65-й церемонии «Грэмми» как лучший фолк-альбом.

## Отзывы критиков
| Совокупная оценка | Совокупная оценка |
| Источник          | Оценка            |
| ----------------- | ----------------- |
| Album of the Year | 68/100            |
| Metacritic        | 67/100            |
| Оценки критиков   |                   |
| Источник          | Оценка            |
| Americana UK      | 10/10             |
| The Arts Desk     | [ 7 ]             |
| Folk Alley        | [ 8 ]             |
| The Guardian      | [ 9 ]             |
| Holler            | 8,5/10            |
| Mojo              | [ 11 ]            |
| PopMatters        | [ 12 ]            |
| Uncut             | 7/10              |

Дейв Симпсон из The Guardian отметил, что в основном, Джуди Коллинз звучит в задумчивом настроении, оглядываясь на прожитую жизнь. Некоторые аранжировки, по его мнению, звучат слишком просто, но её фортепианные партии великолепны, а голос певицы «всё еще чист, как горный воздух». Колин Ирвин из Mojo заявил, что голос Джуди всё такой же чистый и настоящий. В Uncut написали, что «аранжировки — как всегда — больше les misérables, чем les cousins, но ни её голос, ни её тексты не потеряли ни капли блеска».

## Список композиций
Слова и музыка всех песен — Джуди Коллинз.
| №                   | Название                        | Длительность |
| ------------------- | ------------------------------- | ------------ |
| 1.                  | «Spellbound»                    | 3:37         |
| 2.                  | «Grand Canyon»                  | 3:36         |
| 3.                  | «So Alive»                      | 4:56         |
| 4.                  | «Hell on Wheels»                | 3:03         |
| 5.                  | «Shipwrecked Mariner»           | 3:59         |
| 6.                  | «When I Was a Girl in Colorado» | 5:00         |
| 7.                  | «Thomas Merton»                 | 4:47         |
| 8.                  | «Wild with Mist»                | 3:15         |
| 9.                  | «Gilded Rooms»                  | 5:03         |
| 10.                 | «Prairie Dream»                 | 5:09         |
| 11.                 | «City of Awakening»             | 3:26         |
| 12.                 | «Arizona»                       | 5:57         |
| Общая длительность: | Общая длительность:             | 51:48        |

| №   | Название       | Длительность |
| --- | -------------- | ------------ |
| 13. | «The Blizzard» |              |

| №   | Название          | Длительность |
| --- | ----------------- | ------------ |
| 13. | «The Blizzard»    |              |
| 14. | «Slow Burn»       |              |
| 15. | «In the Twilight» |              |
| 16. | «Mountain Girl»   |              |

## Участники записи
| Музыканты - Джуди Коллинз — вокал, гитара (10), фортепиано (1—3, 5, 7, 9, 11—13), продюсер - Ари Хест — гитара (1—4, 6, 7, 9—11), аранжировка (1), вокал (1, 3, 4, 6) - Тэд Деброк — гитара (1—4, 6, 7, 9—12) - Дейв Эггар — виолончель, аранжировка (струнные) - Дуг Йоуэлл — барабаны, перкуссия (1—12) - Тони Левин — бас-гитара (1, 12) - Зев Катц — бас-гитара (2—11), электроконтрабас - Джерри Леонард — электрогитара (5, 8) - Грег Ридлинг — электроконтрабас (13) - Джон Тир — мандолина, скрипка (13) - Расселл Уолден — фортепиано, аранжировка (1—12), продюсер | Техперсонал - Айдан Айит Сингх — аудиоредактор - Алекс Стерлинг — звукоинженер - Дэвид Столлер — звукоинженер - Джон Смит — звукоинженер, сведение (6) - М. П. Куо — ассистент звукоинженера - Стив Сакко — ассистент звукоинженера - Худа Навидад — мастеринг (ассистент) - Алан Сильверман — сведение (6, 7, 12), продюсер - Брэдшоу Ли — сведение (1—5, 8—11) - Кэтрин Депол — исполнительный продюсер - Фрод Карлсен — арт-директор, дизайн - Шервин Лайнец — фото, обложка |

## Чарты
| Чарт (2022)                             | Высшая позиция |
| --------------------------------------- | -------------- |
| США (Billboard Top Current Album Sales) | 60             |

## История релиза
| Регион | Дата             | Формат                                     | Лейбл             | Ист.          |
| ------ | ---------------- | ------------------------------------------ | ----------------- | ------------- |
| Мир    | 25 февраля 2022  | CD (диджипак), цифровая загрузка, стриминг | Cleopatra Records | [ 14 ] [ 18 ] |
| Мир    | Июнь / июль 2022 | LP (цветной)                               | Cleopatra Records | [ 15 ]        |